# Forza Horizon 5
Forza Horizon 5 — компьютерная гоночная игра 2021 года, разработанная Playground Games и изданная Xbox Game Studios. Игра была анонсирована в июне 2021 года на мероприятии E3 2021.

## Геймплей

### Обновление геймплея и игрового процесса

#### Дополнительный контент
Первое дополнение к игре, Forza Horizon 5: Hot Wheels, продолжение аналогичного дополнения для Forza Horizon 3, было выпущено 19 июля 2022 года. Дополнение к игре под названием Forza Horizon 5: Fast X — Car Pack было представлено 5 декабря 2023 года, в нём представлены транспортные средства из фильма 2023 года «Форсаж 10», десятой части франшизы «Форсаж» и второй в серии после Forza Horizon 2 2015 года.

## Разработка и выпуск
Игра была официально анонсирована на совместной конференции Xbox и Bethesda 13 июня 2021 года в рамках выставки E3 2021. Выход игры состоялся 9 ноября 2021 года для Windows, Xbox Series X/S и Xbox One. Horizon 5 распространяется в трёх изданиях — стандартном, Deluxe и Premium. 29 апреля 2025 года состоялся релиз для PlayStation 5.
Во время выбора локации для новой игры разработчики с самого начала хотели сделать самую большую Forza Horizon. При этом разработчики поняли, что игровой мир должен быть не только масштабным, но и разнообразным. Поэтому в качестве места действия Horizon 5 была выбрана Мексика, в которой есть самые различные природные зоны, такие как пустыни и джунгли, присутствуют как заснеженные горы и каньоны, так и вулканы, а в качестве строений имеются как древние города, так и современные постройки. В качестве «основного» большого города был выбран город Гуанахуато. Смена времен года будет по-разному изменять игровой мир в разных биомах, в отличие от Forza Horizon 4, в которой данная особенность впервые была представлена и работала универсально на всей карте.
Как и прошлые игры серии, Horizon 5 базируется на движке ForzaTech.

## Восприятие
Horizon 5 получила восторженные отзывы от критиков. По данным сайта-агрегатора Metacritic, средневзвешенная оценка версии для Xbox Series X/S составила 92 балла из 100 возможных, версии для персональных компьютеров — 91 из 100 (по состоянию на 12 ноября 2021 года), а версия для PlayStation 5 — 92 из 100 (по состоянию на 9 мая 2025 года), что, согласно классификации сайта, указывает на «всеобщее признание». На другом сайте-агрегаторе, OpenCritic, игра получила среднюю оценку в 92 балла из 100 возможных.
| Сводный рейтинг       | Сводный рейтинг                      |
| Агрегатор             | Оценка                               |
| --------------------- | ------------------------------------ |
| Metacritic            | (PC) 91/100 (XS) 92/100 (PS5) 92/100 |
| OpenCritic            | 92/100                               |
| Иноязычные издания    |                                      |
| Издание               | Оценка                               |
| Destructoid           | 8,5/10                               |
| Game Informer         | 9,5/10                               |
| GameSpot              | 9/10                                 |
| GamesRadar+           | [ 22 ]                               |
| Hardcore Gamer        | [ 23 ]                               |
| IGN                   | 10/10                                |
| PC Gamer (US)         | 90/100                               |
| Русскоязычные издания |                                      |
| Издание               | Оценка                               |
| «Игромания»           | [ 26 ]                               |

### Награды
В то время как лучшей игрой, представленной на конференции Xbox и Bethesda была признана Halo Infinite, а сама конференция — лучшей на E3 2021, Horizon 5 победила в номинации самой ожидаемой игры всего шоу. Horizon 5 получила четыре номинации в рамках The Game Awards 2021 и победила в трёх из них — игра была названа лучшей в категориях «Лучшее звуковое оформление», «Лучшая спортивная/гоночная игра» и «Инновация в сфере доступности», а также прошла в финальный этап пользовательского голосования.
| Год  | Награда                       | Категория                                                 | Результат | Ref                         |
| ---- | ----------------------------- | --------------------------------------------------------- | --------- | --------------------------- |
| 2021 | E3 Awards 2021                | Самая ожидаемая игра шоу                                  | Победа    | [ 27 ] [ 31 ]               |
| 2021 | The Game Awards               | Лучшие инновации в доступности                            | Победа    | [ 32 ] [ 33 ] [ 29 ] [ 34 ] |
| 2021 | The Game Awards               | Лучший аудиодизайн                                        | Победа    | [ 32 ] [ 33 ] [ 29 ] [ 34 ] |
| 2021 | The Game Awards               | Лучшая спортивная/гоночная игра                           | Победа    | [ 32 ] [ 33 ] [ 29 ] [ 34 ] |
| 2021 | The Game Awards               | Голос игроков                                             | Номинация | [ 32 ] [ 33 ] [ 29 ] [ 34 ] |
| 2022 | Visual Effects Society Awards | Выдающиеся визуальные эффекты в проекте реального времени | Номинация | [ 35 ]                      |
| 2022 | Game Developers Choice Awards | Лучший звук                                               | Номинация | [ 36 ] [ 37 ]               |
| 2022 | Game Developers Choice Awards | Лучшая технология                                         | Номинация | [ 36 ] [ 37 ]               |
| 2022 | Game Developers Choice Awards | Лучшая графика                                            | Номинация | [ 36 ] [ 37 ]               |
| 2022 | Game Developers Choice Awards | Игра года                                                 | Номинация | [ 36 ] [ 37 ]               |
| 2022 | D.I.C.E. Awards               | Гоночная игра года                                        | Победа    | [ 38 ]                      |
| 2022 | D.I.C.E. Awards               | Выдающееся достижение в аудиодизайне                      | Номинация | [ 38 ]                      |
| 2022 | D.I.C.E. Awards               | Выдающееся техническое достижение                         | Номинация | [ 38 ]                      |